# Корченов Олександр Іванович
Олександр Іванович Корченов (узб. Aleksandr Ivanovich Korchenov / рос. Александр Иванович Корчёнов; нар. 4 серпня 1939, Казань, РРФСР — пом. 11 серпня 1979, Дніпродзержинськ, Дніпропетровська область, УРСР) — радянський футболіст, півзахисник. Майстер спорту СРСР.

## Життєпис
Вихованець футбольної школи «Трудові резерви» (Казань), тренер А. Дятлов. Потім займався в Нальчику у М. Сентябрьова та В. Кірша. У 1969 році був у складі команди класу «Б» «Чайка» (Зеленодольськ). У 1970 році провів три гри за казанський «Рубін» у першій групі класу «А» (D2). У тому ж році перейшов до команди класу «Б» (D4) «Енергія» (Чебоксари), з якої наступного року перейшов до «Автомобіліста» (Нальчик) з другої ліги. Наприкінці 1972 року В'ячеславом Соловйовим запрошений до ташкентського «Пахтакору». Тут розвинув свої якості — швидкісну гру, витривалість, чіткість у відборі м'яча; зміг взяти гру на себе, підключитися до атаки. Був неформальним лідером команди, 1977 року обраний капітаном. У вищій лізі (1973-1975, 1978-1979) провів 126 матчів, відзначився трьома голами; у першій (1976-1977) — 70 матчів, 9 голів.
Учасник Спартакіади народів СРСР 1979 року у складі збірної Узбецької РСР.
Загинув разом із командою в авіакатастрофі над Дніпродзержинськом за тиждень після 30-річчя. Похований на міському цвинтарі Казані. Кенотаф встановлений на цвинтарі № 1 (Ташкент).
Дружина Людмила. Сини Сергій (народився 1970 року) та Олександр (народився 1972 року).